# Deelgemeente (België)

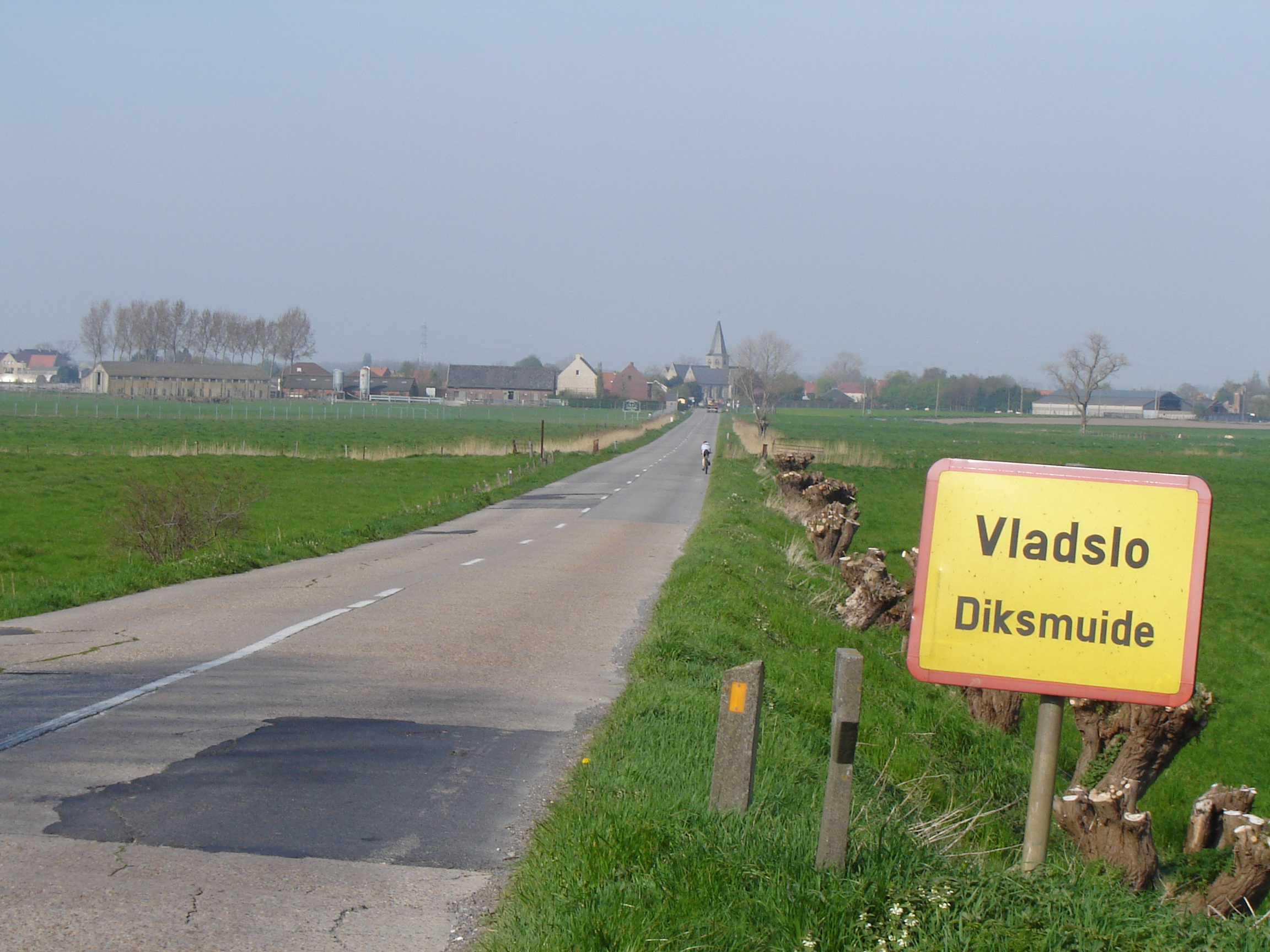
Plaatsnaambord op de grens van deelgemeente Vladslo in de gemeente Diksmuide

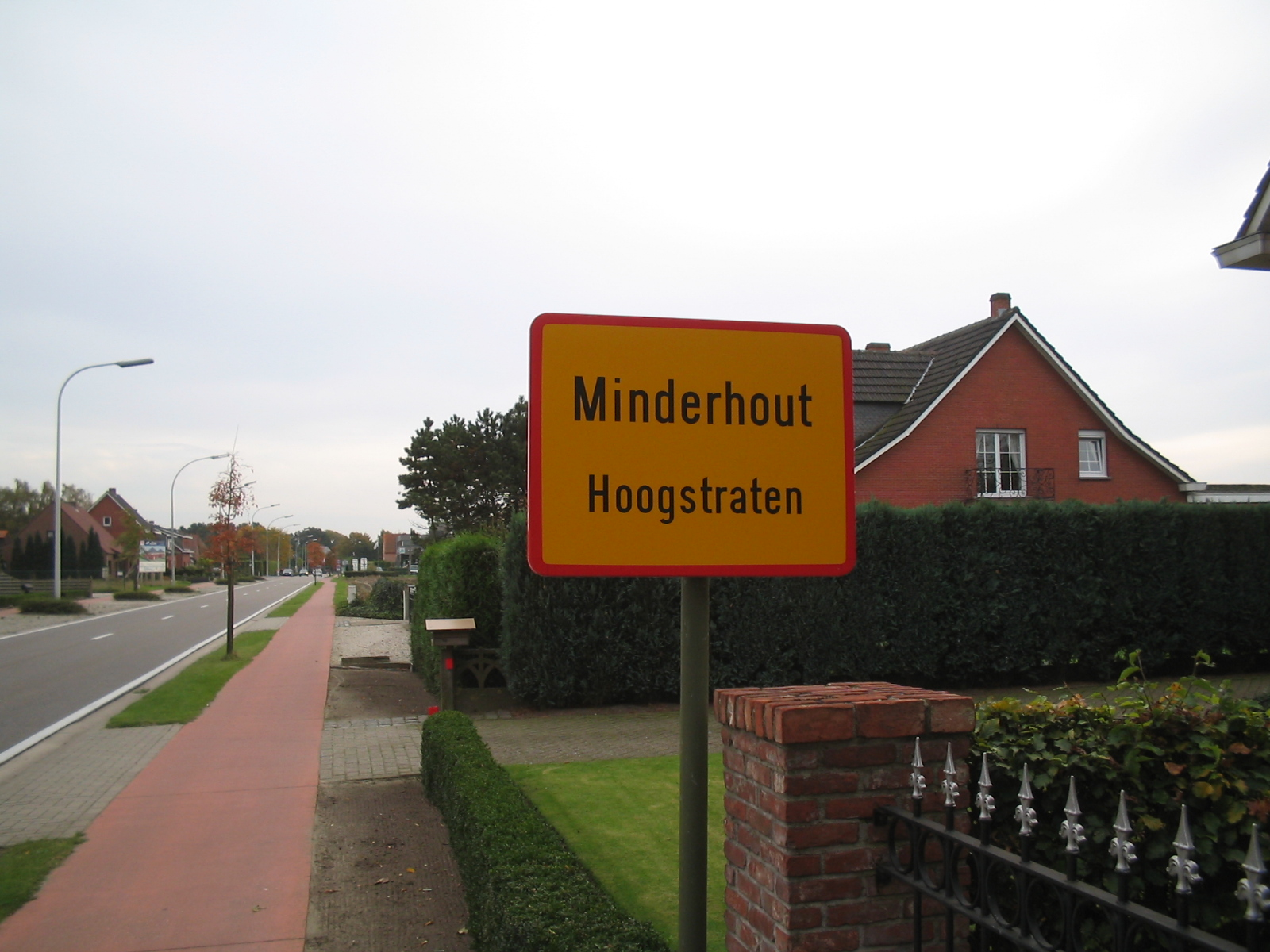
Plaatsnaambord aan een gemeentegrens in België

Een deelgemeente is in België het grondgebied van de voormalige gemeenten die vóór de grote gemeentelijke herindelingen in de jaren 1960-'70 nog zelfstandig waren. Binnen een fusiegemeente liggen dus net zoveel deelgemeenten als gemeenten waaruit de fusiegemeente ooit is ontstaan. Een voormalige gemeente mag zich deelgemeente noemen als het een onafhankelijke gemeente was op 31 december 1964, de startdatum van de eerste grote herindelingsoperatie.
Het begrip "deelgemeente" is erg levendig in het dagelijks spraakgebruik maar heeft weinig juridische of bestuurlijke relevantie. In sommige gemeenten hebben de verschillende deelgemeenten ook een eigen postcode. Adressen vermelden daarom veelal de deelgemeente. Ook de statistische sectoren zijn gebaseerd op de indeling in deelgemeenten, in de meeste gevallen verwijst de letter (zesde positie) in de code van de sector naar de deelgemeente waartoe de sector behoort. Veel gemeenten plaatsen ook plaatsnaamborden (F43) op de grenzen van de deelgemeentes. 

## Districten
In België mogen steden met meer dan 100.000 inwoners hun deelgemeenten districten noemen, voorzien van een eigen districtsraad. Enkel Antwerpen maakt momenteel van dit recht gebruik. In tegenstelling tot de deelgemeenten in de rest van het land vormen de districten een bestuurslaag. Ze worden bestuurd door het districtscollege en de inwoners worden vertegenwoordigd door de districtsraad. De Antwerpse districten zijn dan ook te vergelijken met de voormalige Amsterdamse en Rotterdamse deelgemeenten. In het Brussels Hoofdstedelijk Gewest werden de 19 gemeenten niet gefusioneerd, maar deze gemeenten worden door velen toch beschouwd als een vorm van extra lokale bestuurslaag zoals in andere grote steden, waarbij het Hoofdstedelijk Parlement de volledige stad vertegenwoordigt.